# NGC 61B
Az NGC 61B egy kölcsönható galaxiscsoport tagja a Pisces (Halak) csillagképben. A csoport másik tagja az NGC 61A.

## Felfedezése
Az NGC 61B galaxist William Herschel fedezte fel 1785. szeptember 10-én.

## Tudományos adatok
A galaxis 8152 km/sec sebességgel távolodik tőlünk.